# Maurice Swartelé
Maurice Swartelé (* 5. Juli 1901 in Wachtebeke; † 1980 in Gent) war ein belgischer Ruderer.

## Biografie
Maurice Swartelé gewann mit dem belgischen Achter die Bronzemedaille bei den Europameisterschaften 1926 in Luzern. Ein Jahr später holte er bei den Europameisterschaften in Como mit Theo Wambeke, Alphonse De Wette und seinem Bruder Robert ebenfalls Bronze im Vierer mit Steuermann.